# Ісібасі Тіакі
Ісібасі Тіакі (22 червня 1991) — японський плавець.
Учасник Олімпійських Ігор 2012 року.